# Xenografi
Xeno (av grekiska xe'nos, "främling", och gra'fein, "skriva") betecknar kännedom om främmande språk och skriftarter.